# Elendberg
Der Elendberg ist ein 2672 m ü. A. hoher Berg in den Schladminger Tauern im österreichischen Bundesland Steiermark. Er ist nach der Hochwildstelle der zweithöchste Gipfel auf rein steirischem Boden. Bekanntheit erlangte der Berg 1976 als Schauplatz eines Flugzeugabsturzes.

## Lage und Umgebung
Der Elendberg ist die höchste Erhebung des Geinkelkamms, der sich südlich von Schladming in NNW-SSO-Richtung erstreckt und das Obertal vom Untertal trennt. Nachbargipfel sind der Zwerfenberg (2642 m) im Süden und der Pfeifer (2627 m) im Nordosten. Südlich trennt die Gollingscharte (2326 m) den Kamm vom Hochgolling. Der Gipfel des Elendbergs ist ringsum von Karen umgeben, darunter das ostseitig gelegene Kühkar sowie die westseitigen Knappenkar und Elendkar (mit Elendbergsee). Stützpunkt für eine Besteigung ist die Gollinghütte.

## Geologie und Geomorphologie
Der Elendberg ist aus migmatischem Paragneis aufgebaut, der dem Schladminger Kristallinkomplex angehört. Der Pfeifer und weite Teile des angrenzenden Kühkars bestehen aus Plagioklasaugengneis. Örtlich finden sich Einlagerungen von Bänderamphibolit. Im Bereich nördlich und südlich des Gipfels verläuft jeweils orthogonal zum Grat eine tektonische Störungslinie.
Auf die Kare rund um den Gipfel verteilen sich insgesamt sechs reliktische Blockgletscher, die sich aus dem quartären Schutthaldeninventar zusammensetzen.

## Flugzeugabsturz
Am 4. Juni 1976 kamen bei einem Flugzeugabsturz im Knappenkar auf rund 2500 m ü. A. vier junge Männer, darunter drei Deutsche, ums Leben. Der 26-jährige Pilot, der Österreicher Hubert Fülle, war mit seinen Freunden im Alter zwischen 23 und 33 Jahren in Salzgitter gestartet und nach einem Zwischenstopp in München unterwegs nach Graz. Bereits in Oberbayern war die Maschine der Type Morane MS 893 wegen geringer Flughöhe aufgefallen. Gegen 16:30 Uhr stürzte das Sportflugzeug am Elendberg ab. Nachdem man die Unfallstelle zuerst am Chiemsee oder am Waginger See vermutet hatte, entdeckten Piloten des österreichischen Innenministeriums das Wrack nach zweitägiger Suchaktion in den Schladminger Tauern. Als Absturzursache werden schlechte Sichtverhältnisse (Cumulusbewölkung) angenommen.
Ein 1977 am Unfallort aufgestelltes Marterl erinnert an das Unglück.

## Aufstieg

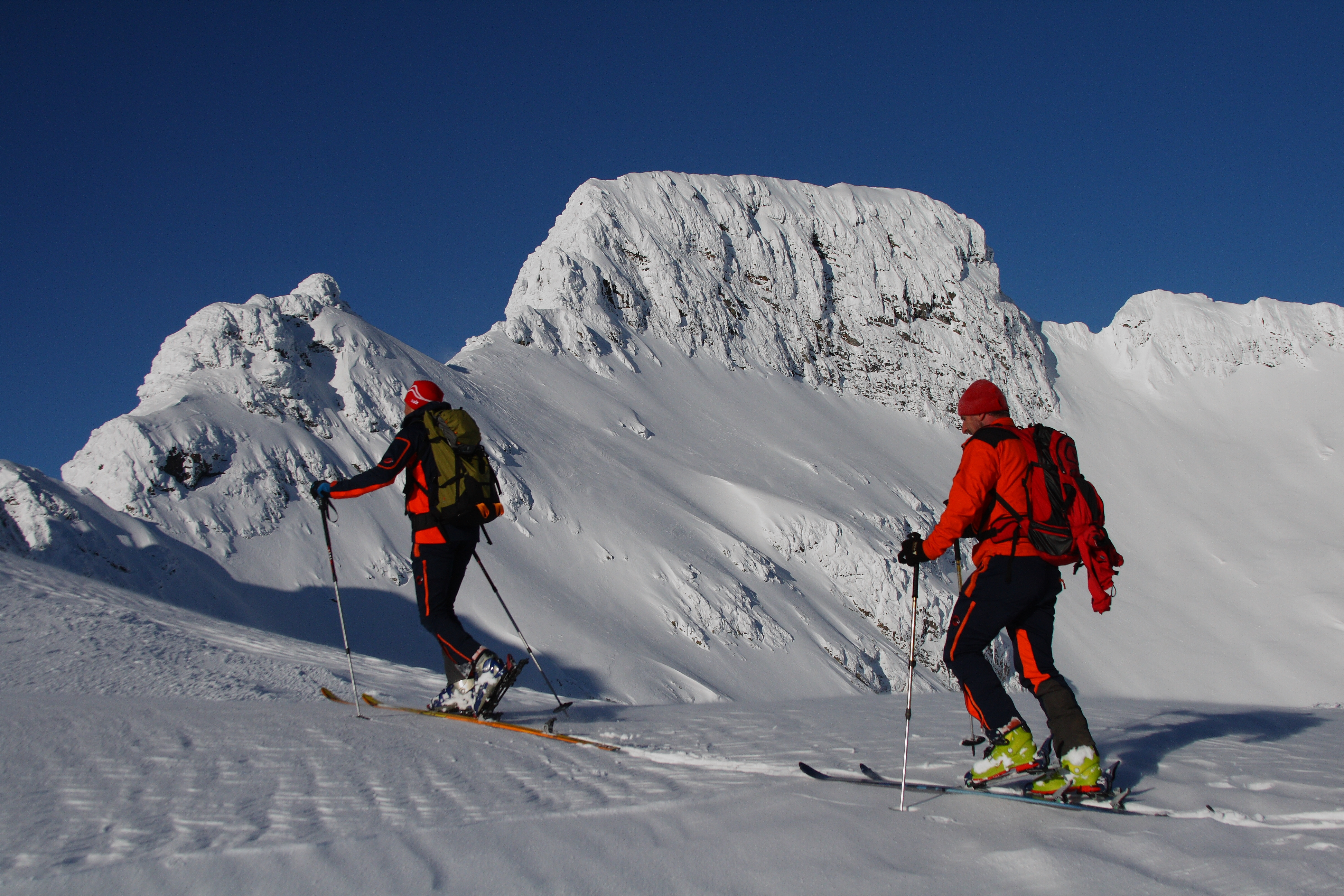
Skitourengeher am Elendberg

Der Elendberg gilt als populärer Wintergipfel. Der beliebteste Anstieg erfolgt in 4½ Stunden von der Eschachalm im Obertal (1213 m) durch das Knappenkar, wobei die Ski je nach Verhältnissen unter dem Gipfel deponiert werden sollten. Eine anspruchsvolle Abfahrt bietet die bis zu 40 Grad steile, nordseitige Elendbergrinne.
Da der Berg nicht durch Wanderwege erschlossen ist, gestaltet sich eine Sommerbesteigung als mühsam. Als Ausgangspunkte können die Eschachalm sowie der Parkplatz bei den Riesachfällen (1079 m) im Untertal bzw. die Gollinghütte (1641 m) dienen. Von der Eschachalm erfolgt der Aufstieg zunächst entlang des Wanderweges zur Keinprechthütte und dann weglos durch das Eiskar, in der Folge wahlweise durch das Knappenkar oder das Elendkar. Von Osten wird am besten durch das Kühkar aufgestiegen, ab der Gollinghütte ist mit 2½ Stunden zu rechnen.
Auf dem Gipfel befindet sich eine Kassette mit Gipfelbuch, aber kein Gipfelkreuz.